# Хазарибагх (округ)
Хазарибагх (хинди हज़ारीबाग़ ज़िला; англ. Hazaribagh) — округ в индийском штате Джаркханд. Административный центр — город Хазарибагх. Площадь округа — 6147 км². По данным всеиндийской переписи 2001 года население округа составляло 2 277 475 человек. Уровень грамотности взрослого населения составлял 57,7 %, что немного ниже среднеиндийского уровня (59,5 %). Доля городского населения составляла 23,2 %.
- В 1972 году из части территории округа был образован округ Гиридих.
- В 1991 году из части территории округа был образован округ Чатра.
- В 1994 году из части территории округа был образован округ Кодерма.
- В ноябре 2013 года организация Зеленый крест Швейцарии и американский Институт Блэксмита представили десятку самых экологически загрязненных мест мира. Хазарибагх вошёл в эту десятку (Хром)[1].